# Dallas–Fort Worth Film Critics Association Awards 2015

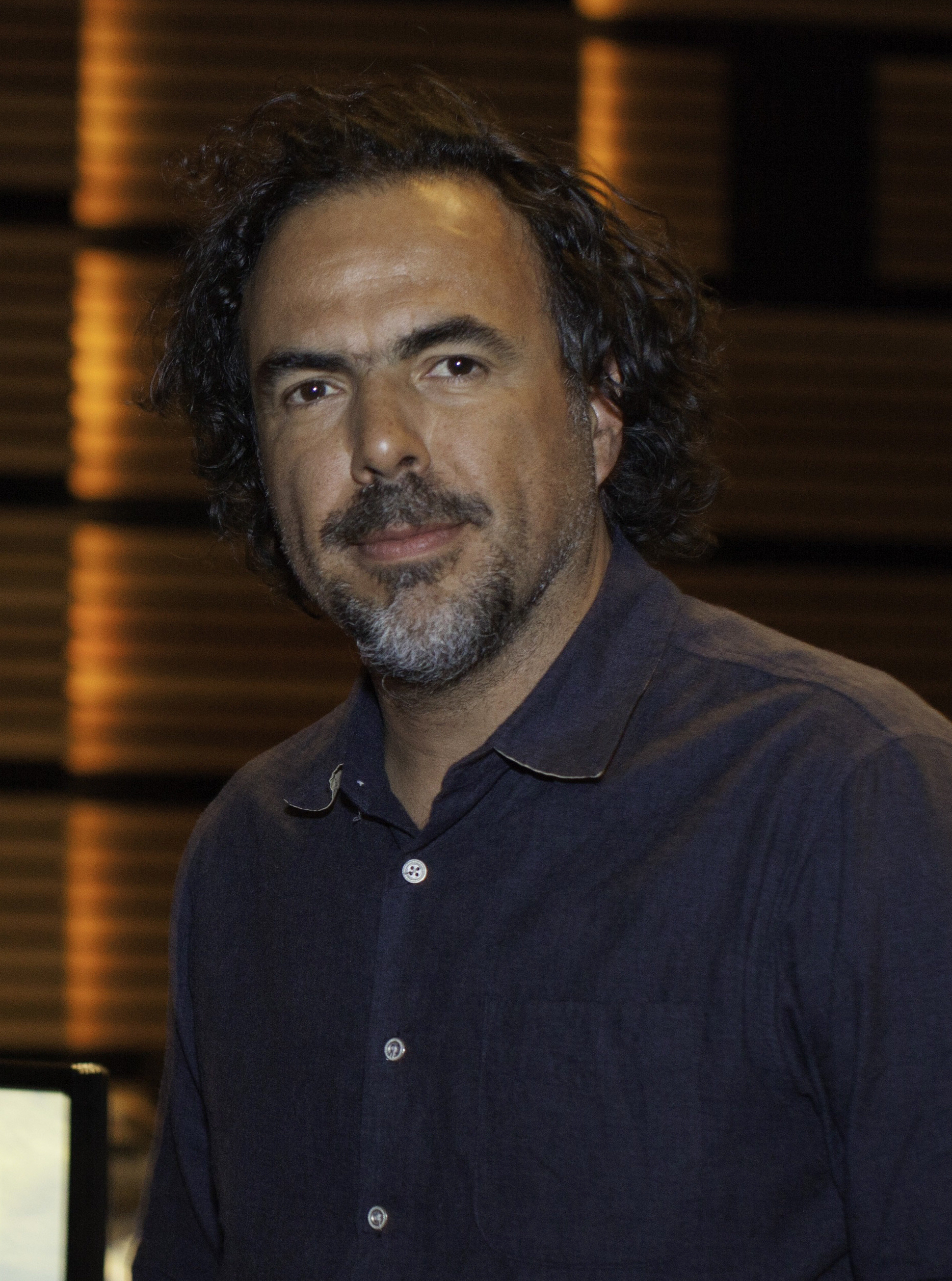
Alejandro G. Iñárritu vítěz v kategorii nejlepší režie

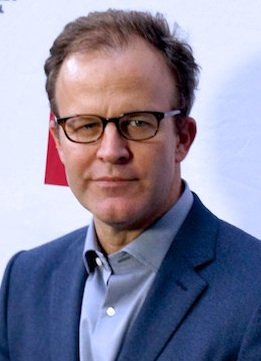
Tom McCarthy vítěz v kategorii nejlepší scénář (společně s Joshem Singerem)

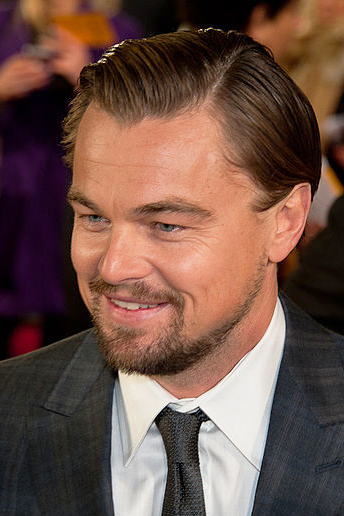
Leonardo DiCaprio vítěz v kategorii nejlepší herec v hlavní roli

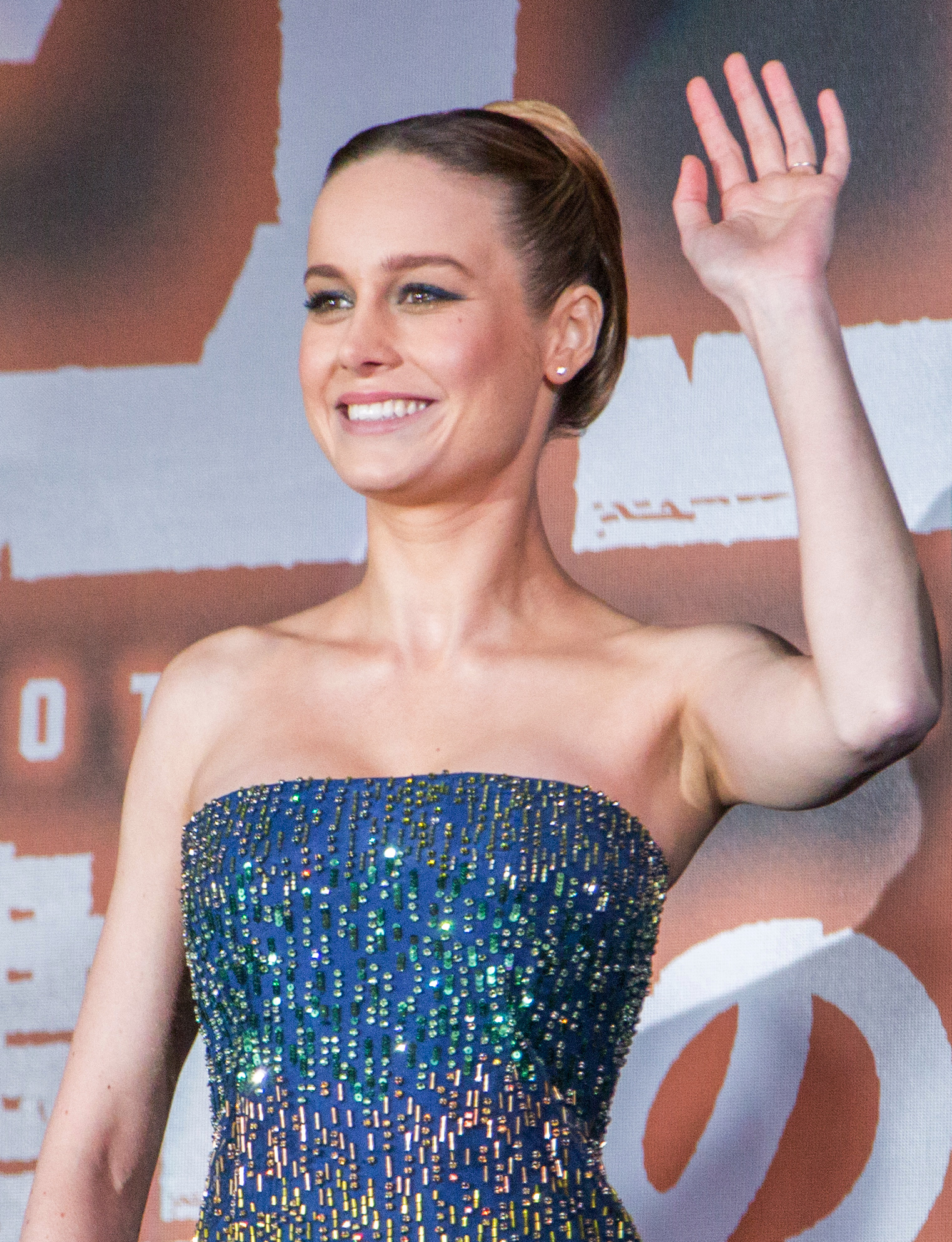
Brie Larson vítězka v kategorii nejlepší herečka v hlavní roli

21. ročník předávání cen asociace Dallas–Fort Worth Film Critics Association se konal dne 14. prosince 2015. Nejvíce cen si domů odnesl film Revenant Zmrtvýchvstání, celkem 3.

## Vítězové a nominovaní

### Nejlepší film
1. Spotlight
2. Revenant Zmrtvýchvstání
3. Carol
4. Sicario: Nájemný vrah
5. Šílený Max: Zběsilá cesta
6. Sázka na nejistotu
7. Marťan
8. Room
9. Dánská dívka
10. Brooklyn

### Nejlepší režisér
1. Alejandro G. Iñárritu - Revenant Zmrtvýchvstání
2. Tom McCarthy - Spotlight
3. George Miller - Šílený Max: Zběsilá cesta
4. Todd Haynes - Carol
5. Denis Villeneuve - Sicario: Nájemný vrah

### Nejlepší scénář
1. Tom McCarthy a Josh Singer - Spotlight
2. Emma Donoghue - Room

### Nejlepší herec v hlavní roli
1. Leonardo DiCaprio - Revenant Zmrtvýchvstání
2. Michael Fassbender - Steve Jobs
3. Eddie Redmayne - Dánská dívka
4. Matt Damon - Marťan
5. Johnny Depp - Black Mass: Špinavá hra

### Nejlepší herečka v hlavní roli
1. Brie Larson - Room
2. Cate Blanchett - Carol
3. Saoirse Ronan- Brooklyn
4. Charlotte Rampling - 45 let
5. Carey Mulligan- Sufražetka a Charlize Theron - Šílený Max: Zběsilá cesta (remíza)

### Nejlepší herec ve vedlejší roli
1. Paul Dano - Love & Mercy
2. Mark Rylance- Most špionů
3. Tom Hardy - Revenant Zmrtvýchvstání
4. Idris Elba - Bestie bez vlasti
5. Benicio del Toro - Sicario: Nájemný vrah

### Nejlepší herečka ve vedlejší roli
1. Rooney Mara - Carol
2. Alicia Vikander - Ex Machina
3. Kate Winslet - Steve Jobs
4. Alicia Vikander - Dánská dívka
5. Jennifer Jason Leigh - Osm hrozných

### Nejlepší dokument
1. Amy
2. Podoba ticha
3. The Wolfpack
4. Going Clear: Scientology and the Prison of Belief
5. Lovný revír

### Nejlepší cizojazyčný film
1. Saulův syn • Maďarsko
2. Assassin • Tchaj-wan
3. Kdy se máma vrátí? • Brazílie
4. Mustang • Francie
5. Dobrou, mámo • Rakousko

### Nejlepší animovaný film
1. V hlavě
2. Anomalisa

### Nejlepší kamera
1. Emmanuel Lubezki - Revenant Zmrtvýchvstání
2. Edward Lachman - Carol

### Nejlepší skladatel
1. Bryce Dessner, Ryuichi Sakamoto a Alva Noto - Revenant Zmrtvýchvstání
2. Ennio Morricone - Osm hrozných

### Ocenění Russella Smitha
Transderinka